# Ignas Dedura
Ignas Dedura (Kaunas, 1º giugno 1978) è un ex calciatore lituano, di ruolo difensore.

## Carriera

### Club
Ha giocato nella prima divisione lituana, in quella lettone ed in quella russa.

### Nazionale
Tra il 1997 ed il 2010 ha totalizzato complessivamente 47 presenze ed una rete con la maglia della nazionale lituana.

## Palmarès

### Club

#### Competizioni nazionali
- Campionato lettone: 4

Skonto: 2001, 2002, 2003, 2004
- Coppa di Lettonia: 2

Skonto: 2001, 2002
- Campionato lituano: 3

FBK Kaunas: 1999
Ekranas: 2011, 2012
- Supercoppa di Lituania: 1

Ekranas: 2011

#### Competizioni internazionali
- Coppa della Livonia: 2

Skonto: 2003, 2004